# Petrove
Petrove (en ucraniano: Петрове) es una localidad del raión de Petrove en el Óblast de Kirovohrad en Ucrania. Es la capital y centro administrativo del raión homónimo, con una población de 7362 habitantes. Petrove se encuentra a medio camino entre las ciudades Kropyvnytskyi y Dnipropetrovsk, en la orilla del río Inhulets.